# Csíramálé
A csíramálé vagy csiripiszli gabonából készült étel. A búza csíráztatása után a szemeket ledarálják, kis mennyiségben lisztet kevernek hozzá és hagyományosan kemencében, vagy sütőben kisütik. A csírázás során a magban lévő keményítő enzimek segítségével átalakul cukorrá, így kellemes édeskés ízt kölcsönöz a málé állagú ételnek. Tápanyagokban gazdag, egészséges étel. Jellemzően az országban Csongrád-Csanád és Békés vármegyében, Csongrád, Szentes és Orosháza környékén ismert, de Pest vármegye lakosai is ismerhetik. Megosztja az embereket a csíramálé, mert az adott régiókon belül is vannak,  akik nem hallottak még róla, nem ismerik.